# أوليفر كاروسو
أوليفر كاروسو (بالألمانية: Oliver Caruso)‏ هو رباع ألماني، ولد في 20 فبراير 1974 في موسباخ في ألمانيا.

## وصلات خارجية
- أوليفر كاروسو على موقع مشروع نتائج رفع الأثقال الدولية (الإنجليزية)
- أوليفر كاروسو على موقع IAT Database Weightlifting (الألمانية)
- أوليفر كاروسو على موقع أوليمبيديا (الإنجليزية)